# Jan Dibbets
Jan Dibbets (Weert, 9 mei 1941) is een Nederlands beeldend kunstenaar.

## Biografie
Dibbets volgde een opleiding tot tekenleraar, vertrok vervolgens naar Londen, waar hij studeerde aan het Central Saint Martins College of Art and Design en begon met het uitvoeren van conceptuele werken in parken en tuinen en op het strand. Dibbets maakte deel uit van de in 1965 opgerichte Groep 130.
Zijn internationale doorbraak kwam met zijn "perspectiefcorrecties" in 1969. Daarin maakte hij met behulp van fotografie aanpassingen in de waarneming van simpele vormen, die hij tekende op vloeren en muren of uitzette in het gras of zand. Met het nauwgezet rangschikken van foto's binnen een werk maakte hij panorama's van door hemzelf aangepaste vergezichten, Dutch Horizons. Zijn werk werd in 1966 en 1967 in Amsterdam tentoongesteld door galerie Swart.
Zijn internationale reputatie bracht hem opdrachten in het buitenland, zoals het vervangen van 33 glas-in-loodramen in de kathedraal St. Louis in het Franse stadje Blois in 1992. Een jaar later voerde hij voor de Franse overheid Hommage à Arago uit. Dit is een reeks van 135 bronzen médaillons dwars door Parijs, langs de meridiaan van Parijs, als eerbetoon aan de Franse landmeetkundige François Arago (1786-1853).
Dibbets nam als kunstenaar deel aan de documenta V en VI (1972 / 1977). Tussen 1984 en 2004 onderrichtte hij aan de kunstakademie van Düsseldorf. Eerder was hij begeleider aan de kunstopleiding Ateliers '63 in Haarlem. Jan Dibbets woont en werkt in Amsterdam. Dochter Hiske Dibbets was schrijver.
In 2022 werd hij benoemd tot lid van de Akademie van Kunsten.

## Stijl
Als conceptueel kunstenaar wordt hij in Nederland in dezelfde stroming ingedeeld als Wim T. Schippers, Marinus Boezem en Ger van Elk en Amerikanen als Sol Lewitt, met wie hij goed bevriend was; Lewitt voerde zelfs zijn eerste werk in Nederland uit op een muur in Dibbets' woning in de Hasebroekstraat, die Dibbets na zijn scheiding opnieuw aanbracht in zijn huis op de Willemsparkweg in 1971. Nog altijd werkt Dibbets veel met fotografie, waarbij hij ruimtelijke composities opbouwt uit series ingelijste foto's. Ruimte en waarneming spelen een belangrijke rol in zijn werk. Evenals tijd en licht.

## Jan Dibbets collectie Albanië
In de jaren negentig was Dibbets tijdens een bezoek aan Tirana zo onder de indruk van de culturele armoede in Albanië, dat hij besloot zijn wereldwijde netwerk van kunstenaars aan te schrijven met het verzoek of zij een of meer kunstwerken van eigen hand wilden doneren ten gunste van Albanië. 57 kunstenaars gingen op dit verzoek in. Dibbets nam zelf verantwoordelijkheid voor het transport van deze collectie naar Tirana. In de collectie bevinden zich werken van Appel en Christo. Het duurde tot 2010 voor de Nationale Kunstgalerij Tirana (Albanees: Galeria Kombëtare e Arteve) in staat was de collectie op verantwoorde wijze te exposeren. Op 21 oktober 2010 ontving Dibbets in Tirana uit handen van de Albanese president Bamir Topi een hoge onderscheiding, de Moeder Theresa Prijs, voor zijn culturele verdiensten voor Albanië.

## Werk in openbare collecties (selectie)
- Bonnefantenmuseum, Maastricht
- Cobra Museum, Amstelveen

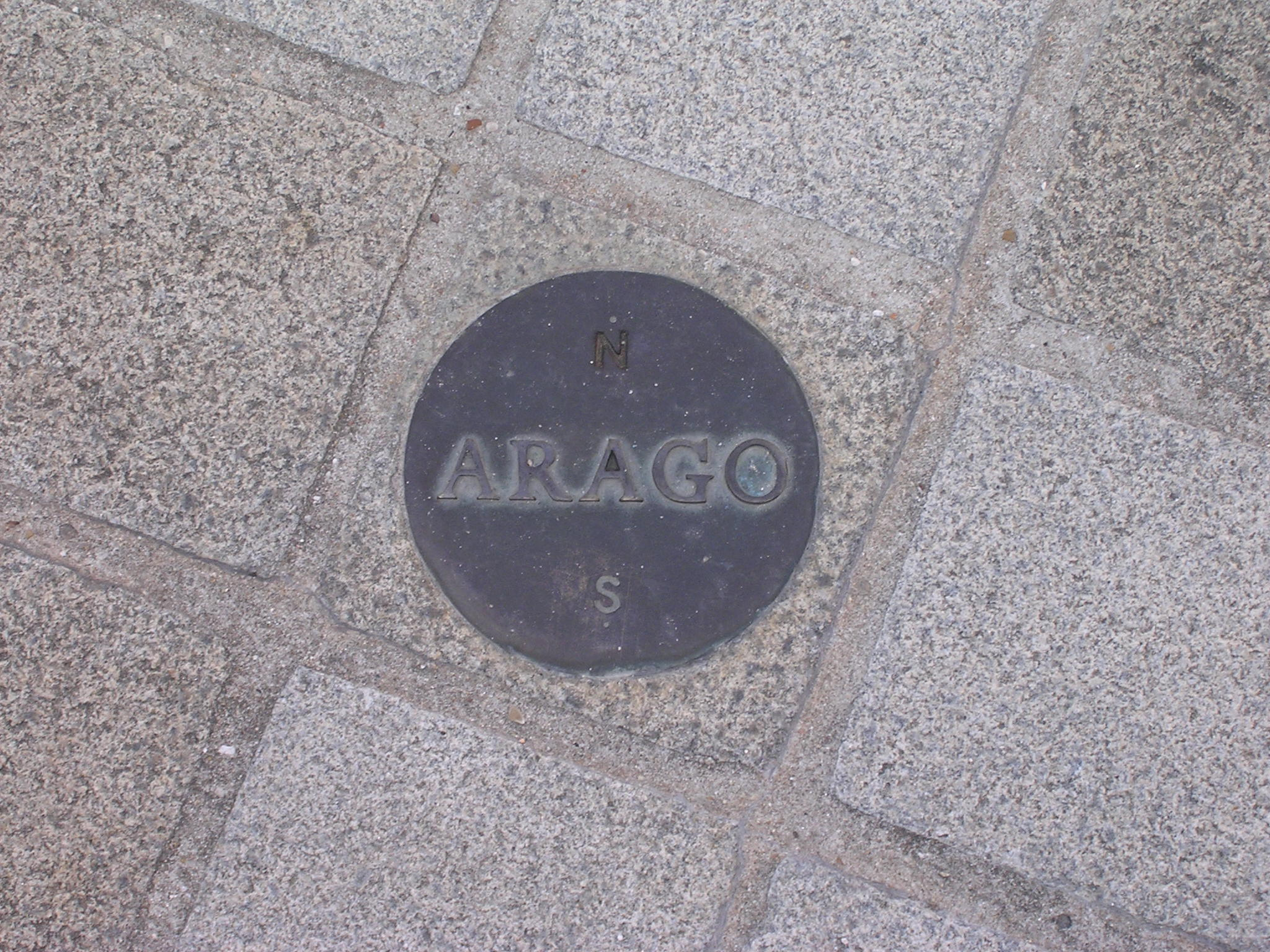
Jan Dibbets, Hommage à Arago, Parijs

- Detroit Institute of Arts, Detroit
- Kunstmuseum Den Haag, Den Haag
- Harvard University Art Museums, Cambridge MA
- Kröller-Müller Museum, Otterlo
- Kunstmuseum Wolfsburg, Wolfsburg
- Museo d'Arte Contemporanea del castello di Rivoli, Turijn
- Museum De Pont, Tilburg[2]
- Museum Ludwig, Keulen
- Museum of Modern Art, New York
- Muzeum Sztuki, Łódź
- National Gallery of Arts, Tirana
- Rijksmuseum Amsterdam, Amsterdam[3]
- Stedelijk Museum, Amsterdam
- Stedelijk Museum voor Actuele Kunst, Gent
- Tate Gallery, Londen
- Van Abbemuseum, Eindhoven
- Walker Art Center, Minneapolis

## Werk
Sculpturen
- Perspectiefcorrectie (1967)
- Five island Trip (1969)
- Sectio Aurea (1972)
- Blue Line (1974)
- To the People of Poland (1980)
- Hommage à Arago (Parijs 1993)
- Horizon (1996)
- Sectio Aurea (2007)

Boek
- Roodborst territorium/Sculptuur 1969, Keulen, 1970